# David Schwarz
David Schwarz, född 9 december 1928 i Polen, död 7 november 2008, var en svensk-polsk samhällsdebattör och redaktör. Under andra världskriget placerades han i koncentrationslägren Buchenwald, Nordhausen, Dora och Bergen-Belsen. Liksom många andra interner i koncentrationslägren drabbades han av både tyfus och tuberkulos. Schwarz var dock mer lyckligt lottad än många andra drabbade och lades först in på ett sanatorium i Tyskland och flyttades senare till ett annat i Italien, där han vistades fram till 1950.
När det italienska sanatoriet stängdes skickades Schwarz istället till Sverige, där han behandlades på olika platser fram till 1954. När Schwarz tillfrisknat levde han inledningsvis på statliga bidrag men kom senare att studera vid Stockholms universitet. Med tiden blev invandrarfrågan det centrala i hans liv, en fråga varigenom Schwarz kom att ha ett betydande inflytande på den svenska samhällsutvecklingen. Som flitig debattör i dagspressen och som redaktör för tidskriften Invandrare och minoriteter  var han från 1960-talet djupt engagerad i svensk invandringspolitik.
Den 21 oktober 1964 publicerade David Schwarz en artikel i Dagens Nyheter, rubricerad Utlänningsproblemet i Sverige. Den blev upptakten till en omfattande debatt i Sverige om invandrarnas villkor och hur de assimilerades in i det svenska samhället. 
Schwarz var under de följande åren mycket aktiv och tongivande i offentliga diskussioner om invandringspolitiken. Han har beskrivits som "den förste som utifrån ett immigrantperspektiv startade en debatt om flyktingarnas situation i samhället".
Han publicerade flera böcker, bland andra Svensk invandrar- och minoritetspolitik 1945-1968 (1971), Invandrar- och minoritetsforskning m m, en bibliografi (1973),  och Kan invandrarna bli svenskar? (1973). Hans roll som samhällsdebattör har beskrivits av författaren Henrik Román i boken En invandrarpolitisk oppositionell (1994).